# Jules de Trooz
Jules Henri Ghislain Marie de Trooz (Lovanio, 21 febbraio 1857 – Bruxelles, 31 dicembre 1907) è stato un politico belga, esponente del partito cattolico e Primo ministro del Belgio dal 2 maggio fino alla sua morte il 31 dicembre.

## Biografia
Dopo aver studiato Filosofia decide di entrare in politica e aderisce al partito cattolico. Nel 1899 viene eletto alla Camera dei rappresentanti.
In seguito viene nominato Ministro degli Interni, Ministro dell'Istruzione e nel 1907 primo ministro del Belgio.